# Mbeya City Council Football Club
Maillots
Actualités
Mbeya City Football Club est un club tanzanien de football basé à Mbeya.